# 魔山印石
《魔山印石》（Vampire Mountain）是愛爾蘭作家向達倫的系列作品《向達倫大冒險》的第四集。中文版於2003年4月出版。

## 情節概述
這本書是講述主角向達倫初到吸血鬼山的經歷。
在六年前打敗發狂的吸血魔魔路之後，鬼不理和達倫也渡過了一段安穩的生活，他們開始動身前往吸血鬼山。離開前，泰尼先生來訪，並要兩個小矮人隨他們去吸血鬼山，鬼不理氣炸了，但也只能無奈的接受。
吸血鬼山離物質文明很遠，到達吸血鬼山至少要好幾個月，途中景色荒涼，有崎嶇怪石和冰天雪地。他們在途中遇到吸血鬼普蓋拿和狼群，普蓋拿就和他們一起行動。途中發現中繼站有吸血鬼的血，而達倫還遇到一頭喝了吸血魔血導致發狂的大黑熊，並發生戰鬥。附近的野生狼群和小矮人也加入戰鬥，有一隻小矮人被熊壓死了。戰鬥之後，存活的另一個小矮人開始跟大家說話，令大家嚇了一跳，因為小矮人們之前從來沒有開口說過話。達倫之前都稱呼他為左腳，然後他說自己叫莫哈凱。他們循著那隻發狂熊的腳印，找到吸血魔的屍體。之後他們深入的跟哈凱討論，發現泰尼先生告訴哈凱一個非常可怕的消息：吸血魔大王的夜晚即將來到！
一星期之後，他們抵達吸血鬼山。進到吸血鬼山內部以後，他們先去吃東西。鬼不理跟恩師奈西霸聊天，並介紹達倫，還把八夫人拿給西霸看。鬼不理打算把蜘蛛送給西霸，但西霸拒絕，之後一行人就去休息。不久之後，哈凱帶的消息引起軒然大波，搞的大家人心惶惶。之後達倫認識了柯達·史摩特，一個即將升為王子的吸血鬼。他提議帶達倫逛一下吸血鬼山，鬼不理諷刺的回話。他們在娛樂大廳碰到布凡內和艾拉·塞爾，而布凡內提議達倫跟艾拉在平衡板上決鬥。達倫差一點就打敗她，但是由於疏忽，被打重後腦杓，並摔到地面。
之後他們準備去見王子們。鬼不理因為注血給小孩而引發爭議，王子們要他澄清，但鬼不理承認他沒有站的住腳的理由。不過王子們不想懲罰鬼不理，破壞他的好名聲，所以決定給達倫審判，但柯達反對。他們問達倫要不要接受，達倫說了可以。只是達倫並不知道，如果在審判中失敗，下場就是死路一條。

## 外部連結
- （繁體中文）魔山印石 （页面存档备份，存于）